# Elektrotangó
Az elektrotangó egy a tangó és az elektronikus zene ötvözéséből született zenei műfaj.

## Története
Ez a zenei stílus az 1990-es évek végén egy időben jelenik meg Európában és Argentínában. Kezdetei a kísérleti house szcénában (Tango House) valamint a triphop és a drum and bass zenében lelhetők fel. Az argentin AltoCamet együttesnél is találhatunk rá példákat. Az első felvételek alapját tangó lemezekről vett sample-k képezik. Önálló stílusról még egy ideig nem beszélhetünk.
A műfaj előfutárai között található a 2000-ben argentin, svájci és francia zenészekből létrejött Gotan Project a La Revancha del Tango című bemutatkozó albummal, továbbá az argentin és uruguayi tagokból álló Bajofondo.
Később más együttesek, köztük az Otros Aires, a Tanghetto és a San Telmo Lounge formálták a műfajt. 2008-ban lép színre a Tranxgo, az első
olyan együttes, amelyik csak digitális formában ad ki zenét és az elektrotangót új technológiai és zenei szintre emeli. Ez az együttes a műfaj új ikonja, több mint 350 000 követőjük van a közösségi hálókon.
Az elektrotangóban legtöbbször triphophoz hasonlító lassú funk beatet kevernek tangó részletekkel. Vannak viszont olyan elektrotangó irányzatok is, ahol az alap négynegyedes ütemű house. A stílus nagyon sokrétű.

## Az elektrotangó mint tánczene
Az elektrotangóra gyakran újtangót táncolnak. A klasszikus előadásmód összetettebb ritmusváltásaihoz képest az elektronikus ritmus könnyebb a kezdő táncosok számára.

## Elektrotangót játszó együttesek

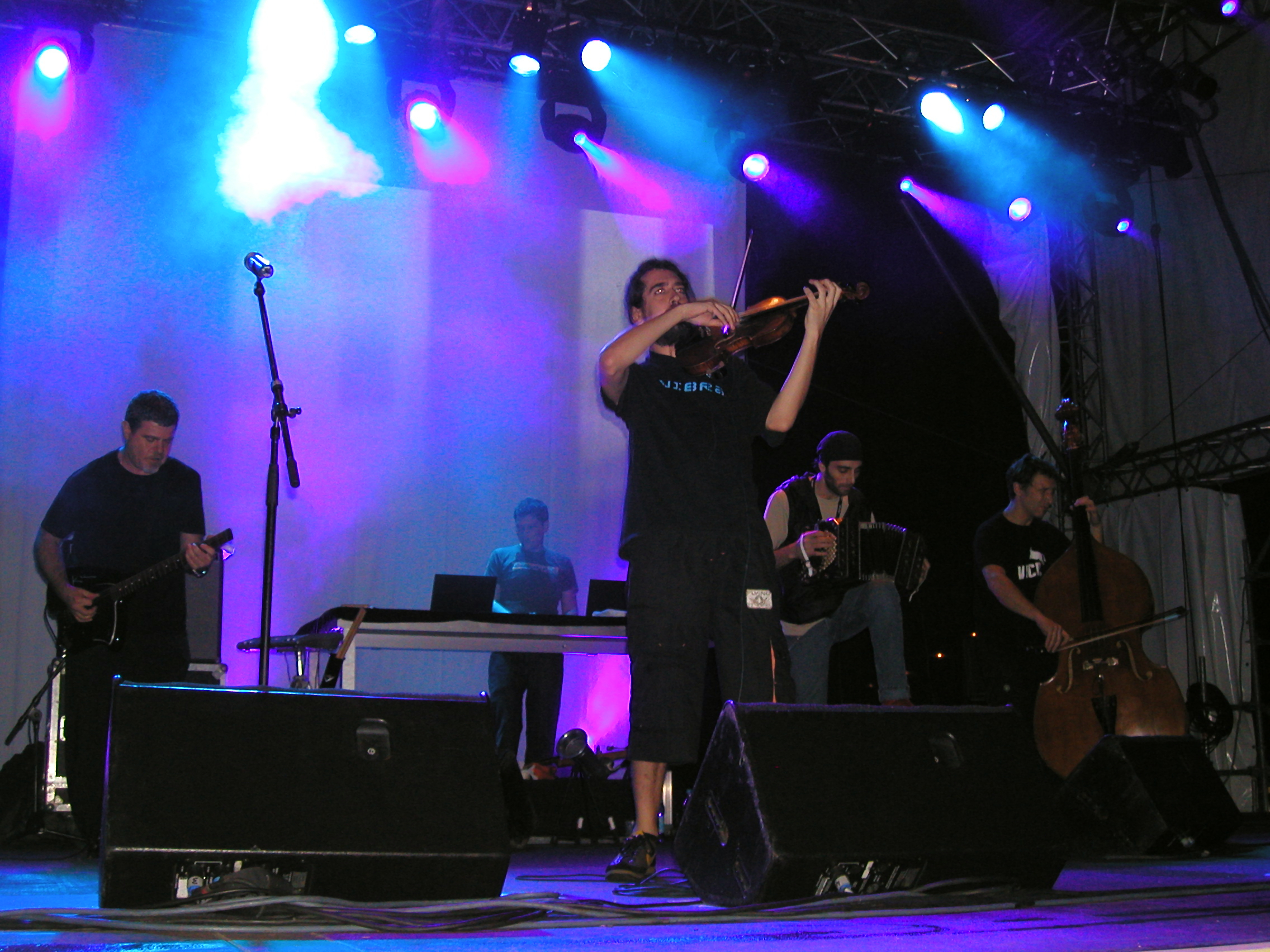
Bajofondo koncert

| - Bajofondo (Buenos Aires és Montevideo) - Band O Neon (Ausztria) - Buenos Aires Tango Beat (Montevideo) - Calavera Acid Tango (Buenos Aires) - D-Mol Tango (Argentína) - Debayres (Montevideo) - Electrocutango (Oslo) - Emotango (Buenos Aires és Mexikó) - Gotan Project (Párizs) - Ismael Satan (Buenos Aires) - Malevo - Meloscience Corp. - Metrotango (Montevideo) | - Narcotango - Nottango - OniricoTango (Buenos Aires) - Otros Aires (Buenos Aires) - San Telmo Lounge (Argentína) - Sudestada Tango Lounge (Buenos Aires) - Tanghetto - Tango Crash (Berlin, Bázel, Buenos Aires) - TangoBit (Buenos Aires) - Tangothic (Buenos Aires) - Tranxgo (Buenos Aires) - Ultratango (Buenos Aires) - Vivi Pedraglio |

## Fordítás
- Ez a szócikk részben vagy egészben  a   Tango electrónico című spanyol Wikipédia-szócikk ezen változatának fordításán alapul.  Az eredeti cikk szerkesztőit annak laptörténete sorolja fel. Ez a jelzés csupán a megfogalmazás eredetét és a szerzői jogokat jelzi, nem szolgál a cikkben szereplő információk forrásmegjelöléseként.
- Ez a szócikk részben vagy egészben  az   Electrotango című német Wikipédia-szócikk ezen változatának fordításán alapul.  Az eredeti cikk szerkesztőit annak laptörténete sorolja fel. Ez a jelzés csupán a megfogalmazás eredetét és a szerzői jogokat jelzi, nem szolgál a cikkben szereplő információk forrásmegjelöléseként.